# Cantonul Chauny
Cantonul Chauny este un canton din arondismentul Laon, departamentul Aisne, regiunea Picardia, Franța.

## Comune
- Abbécourt
- Amigny-Rouy
- Autreville
- Beaumont-en-Beine
- Béthancourt-en-Vaux
- Caillouël-Crépigny
- Caumont
- Chauny (reședință)
- Commenchon
- Condren
- Frières-Faillouël
- Guivry
- Marest-Dampcourt
- Neuflieux
- La Neuville-en-Beine
- Ognes
- Sinceny
- Ugny-le-Gay
- Villequier-Aumont
- Viry-Noureuil